# KkStB 360 sorozat
A kkStB 360 sorozat egy tehervonati szerkocsisgőzmozdony-sorozat volt a Császári és Királyi Osztrák Államvasutaknál (k.k. österreichische Staatsbahn, kkStB). A mozdonyok eredetileg az k.k. privilegierte Oesterreichische Nordwestbahn (ÖNWB) és a k.k. priv. Süd-Norddeutsche Verbindungsbahn (SNDVB)–tól származtak és főként gyorsított tehervonatok továbbítására használták őket.
Az ÖNWB olyan mozdonyokat akart beszerezni, mely egyaránt alkalmas gyorstehervonatok 60 km/h sebességgel való továbbítására, és alkalmas személy és sebesvonatok előfogatolására. A Floridsdorfi Mozdonygyár 1901-ben nyolc db kompaund gépezetű (ÖNWB  XVIIb sorozat), 1902-ben pedig négy ikergépezetű,  telített gőzű (ÖNWB  XVIIa sorozat) mozdonyt szállított. Mivel a kompaund gépek jobban beváltak, 1904-ben további nyolc db-ot szállítottak ebből a fajtából.
További kísérleti típusként 1906-ban a StEG mozdonygyára XVIId sorozatként szállította az SNDVB-nek a 286–288 pályaszámú mozdonyokat. A 286-os egy ikergépes telített gőzű, a másik kettő Clench-Gölsdorf-gőzszárítóval fölszerelt gép volt. Ezekből további példányokat nem építettek, helyettük a XVIIc túlhevített gőzű változatot szállították.
Az 1909-es államosítás után a kkStB a XVIIa és XVIIb sorozatok 360 01–04, valamint 11–26 pályaszámai alá, a XVIId 286 360.100 pályaszámra, a XVIId 287 és 288 kkStB 360.500 és 501 pályaszámra lett átszámozva.
Az első világháború után a 360.23 az FS 606.001 pályaszámot kapta az Olasz Államvasutaknál, a többi mozdony az Osztrák Szövetségi Vasutakhoz (Bundesbahnen Österreichs, BBÖ) került, ahol megtartották pályaszámukat. Az Anschlusst követően a Német Birodalmi Vasút (Deutsche Reichsbahn, DBR) a BBÖ állományú még üzemelő 360 sorozatú gépek közül a volt ÖNWB XVIIa és XVIId sorozatú mozdonyokat az 54.201-203, a XVIIb sorozatúakat pedig az 54.301-312 pályaszámtartományba sorolta.
A második világháború után az egykori 360.01-02 az ÖBB-nél a 254.201-202 pályaszámokat kapták és 1953-ban és 1957-ben selejtezték őket. A volt 360.15 és 21 a  JDŽ 136-001 és 002 pályaszámokat kapta a Jugoszláv Államvasutaknál, a 360.17 és 19 pedig ÖBB 354 sorozat 306 és 308 pályaszámait kapták és 1956, illetve 1958-ban selejtezve lettek.
| ÖNWB XVIIa,b,d / kkStB 360, 360.100, 360.500 / BBÖ 360, 360.1, 360.5 / ÖBB 254, 354 | ÖNWB XVIIa,b,d / kkStB 360, 360.100, 360.500 / BBÖ 360, 360.1, 360.5 / ÖBB 254, 354 | ÖNWB XVIIa,b,d / kkStB 360, 360.100, 360.500 / BBÖ 360, 360.1, 360.5 / ÖBB 254, 354 | ÖNWB XVIIa,b,d / kkStB 360, 360.100, 360.500 / BBÖ 360, 360.1, 360.5 / ÖBB 254, 354 | ÖNWB XVIIa,b,d / kkStB 360, 360.100, 360.500 / BBÖ 360, 360.1, 360.5 / ÖBB 254, 354 | ÖNWB XVIIa,b,d / kkStB 360, 360.100, 360.500 / BBÖ 360, 360.1, 360.5 / ÖBB 254, 354 |
|                                                                                     | XVIIa                                                                               | XVIIb                                                                               | XIVd 286                                                                            | XVIId 287                                                                           | XVIId 288                                                                           |
| ----------------------------------------------------------------------------------- | ----------------------------------------------------------------------------------- | ----------------------------------------------------------------------------------- | ----------------------------------------------------------------------------------- | ----------------------------------------------------------------------------------- | ----------------------------------------------------------------------------------- |
| Jelleg:                                                                             | 1C-n2                                                                               | 1C-n2v                                                                              | 1C-n2                                                                               | 1C-h2                                                                               | 1C-h2                                                                               |
| Hajtókerék-átmérő:                                                                  | 1404 mm                                                                             | 1404 mm                                                                             | 1404 mm                                                                             | 1404 mm                                                                             | 1404 mm                                                                             |
| Futókerékátmérő:                                                                    | 1009 mm                                                                             | 1009 mm                                                                             | 1009 mm                                                                             | 1009 mm                                                                             | 1009 mm                                                                             |
| Hossz:                                                                              | 9,807 m                                                                             | 9,807 m                                                                             | 10,302 m                                                                            | 10,302 m                                                                            | 10,302 m                                                                            |
| Hossz szerkocsival:                                                                 | 16,056 m                                                                            | 16,056 m                                                                            | 16,551 m                                                                            | 16,551 m                                                                            | 16,551 m                                                                            |
| Magasság:                                                                           | 4,570 m                                                                             | 4,570 m                                                                             | 4,566 m                                                                             | 4,566 m                                                                             | 4,566 m                                                                             |
| Csatolt kerekek tengelytávolsága:                                                   | 3570 mm                                                                             | 3570 mm                                                                             | 3570 mm                                                                             | 3570 mm                                                                             | 3570 mm                                                                             |
| Össztengelytávolság:                                                                | 6170 mm                                                                             | 6170 mm                                                                             | 6170 mm                                                                             | 6170 mm                                                                             | 6170 mm                                                                             |
| Tengelytávolság szerkocsival:                                                       | 12 559 mm                                                                           | 12 559 mm                                                                           | 12 657 mm                                                                           | 12 657 mm                                                                           | 12 657 mm                                                                           |
| Üres tömeg:                                                                         | 50,70 t                                                                             | 50,70 t                                                                             | 49,20 t                                                                             | 49,20 t                                                                             | 49,20 t                                                                             |
| Tapadási tömeg:                                                                     | 42,00 t                                                                             | 42,00 t                                                                             | 42,60 t                                                                             | 42,60 t                                                                             | 42,60 t                                                                             |
| Szolgálati tömeg:                                                                   | 55,20 t                                                                             | 55,20 t                                                                             | 55,30 t                                                                             | 55,20 t                                                                             | 55,20 t                                                                             |
| Szolgálati tömeg szerkocsival:                                                      | 87,50 t                                                                             | 87,50 t                                                                             | 87,60 t                                                                             | 87,50 t                                                                             | 87,50 t                                                                             |
| Hengerek száma:                                                                     | 2                                                                                   | 2                                                                                   | 2                                                                                   | 2                                                                                   | 2                                                                                   |
| Nagynyomású henger átmérője:                                                        | -                                                                                   | 470 mm                                                                              | -                                                                                   | -                                                                                   | -                                                                                   |
| Kisnyomású henger átmérője:                                                         | -                                                                                   | 720 mm                                                                              | -                                                                                   | -                                                                                   | -                                                                                   |
| Hengerek átmérője:                                                                  | 470 mm                                                                              | -                                                                                   | 470 mm                                                                              | 470 mm                                                                              | 470 mm                                                                              |
| Dugattyúlöket:                                                                      | 632 mm                                                                              | 632 mm                                                                              | 632 mm                                                                              | 632 mm                                                                              | 632 mm                                                                              |
| Csőfűtőfelület:                                                                     | 147,2 m²                                                                            | 147,2 m²                                                                            | 163,5 m²                                                                            | 123,7 m²                                                                            | 118,9 m²                                                                            |
| Sugárzó fűtőfelület:                                                                | 11,7 m²                                                                             | 11,7 m²                                                                             | 13,0 m²                                                                             | 13,0 m²                                                                             | 13,0 m²                                                                             |
| Rostélyfelület:                                                                     | 2,70 m²                                                                             | 2,70 m²                                                                             | 2,90 m²                                                                             | 2,90 m²                                                                             | 2,90 m²                                                                             |
| Gőznyomás:                                                                          | 13,0                                                                                | 13,0                                                                                | 13,0                                                                                | 13,0                                                                                | 13,0                                                                                |
| Szerkocsi típusa                                                                    | 49                                                                                  | 49                                                                                  | 49                                                                                  | 49                                                                                  | 49                                                                                  |
| Vízkészlet:                                                                         | 11,8 m³                                                                             | 11,8 m³                                                                             | 11,8 m³                                                                             | 11,8 m³                                                                             | 11,8 m³                                                                             |
| Tüzelőanyagkészlet:                                                                 | 6,3 m³                                                                              | 6,3 m³                                                                              | 6,3 m³                                                                              | 6,3 m³                                                                              | 6,3 m³                                                                              |
| vmax :                                                                              | 60 km/h                                                                             | 65 km/h                                                                             | 60 km/h                                                                             | 60 km/h                                                                             | 60 km/h                                                                             |

## Fordítás
- Ez a szócikk részben vagy egészben  a   kkStB 360 című német Wikipédia-szócikk fordításán alapul.  Az eredeti cikk szerkesztőit annak laptörténete sorolja fel. Ez a jelzés csupán a megfogalmazás eredetét és a szerzői jogokat jelzi, nem szolgál a cikkben szereplő információk forrásmegjelöléseként.